# Britische Unterhauswahl 1923
| Regierung (191): Labour 191 Tolerierung (164) Liberal 157 Nationalist 2 Unabh. 1 Pazifist 1 Prohibition 1 ILib 1 IRep 1 |  | Opposition (259): Conservative 258 Unabh. 1 |
| Speaker 1 |  |                                             |

Zusammensetzung:

Die britische Unterhauswahl 1923 wurde am 6. Dezember 1923 abgehalten. Dabei gewannen die Konservativen zwar die meisten Sitze, mussten allerdings große Verluste einstecken und verloren ihre absolute Mehrheit im House of Commons. Die wiedervereinigten Liberalen erhielten fast 30 % der Wählerstimmen und mehr als 25 % der Mandate. Infolge der Wahl kam es zum ersten Mal in der Geschichte des Vereinigten Königreichs zur Bildung einer Regierung unter einem Premierminister aus der Labour Party.

## Vorgeschichte
Die Wahl zuvor hatte im November 1922 stattgefunden. Premierminister Andrew Bonar Law war am 22. Mai 1923 aus gesundheitlichen Gründen zurücktreten und Stanley Baldwin war sein Nachfolger geworden. Baldwin hätte die Regierung ohne Neuwahl weiterführen können. Er wollte jedoch die Legitimität der Konservativen als Regierungspartei stärken. Im November 1923, einen Monat vor dem Wahltermin, schlossen sich die abgespaltenen Nationalliberalen unter David Lloyd George wieder der Liberalen Partei unter H. H. Asquith an.

## Wahlkampf
Im Wahlkampf trat die Labour Party wie schon bei den vorangegangenen Wahlen für eine Verstaatlichung bestimmter Schlüsselindustrien ein und forderte eine Sondersteuer für Personen mit Einkommen über 5000 £, deren Erträge für die Begleichung der Kriegsschulden verwendet werden sollten. Diese Steuer sollte nach Schätzungen weniger als ein Prozent der Bevölkerung belasten. Außerdem wurde ein weitreichendes Sozialprogramm gefordert mit Reformen insbesondere im Bildungswesen. Die Labour Party konnte von einer weit verbreiteten Enttäuschung über die Politik der Vergangenheit profitieren. Sie betonte die Notwendigkeit der Reduzierung der Staatsschulden. Für die Bedienung von Kriegsanleihen und Kriegskrediten gab der britische Fiskus mehr als zehnmal so viel aus, wie für das Bildungswesen und mehr als zwölfmal so viel wie für Altersrenten. Die Liberalen sprachen sich entschieden für den Freihandel und für die Außerkraftsetzung von protektionistischen Gesetzen aus. Sie befürworteten ebenso wie Labour eine Politik der Sozialreform mit Schwerpunkt auf der Verbesserung der Wohnungssituation. Die Konservativen unterstützten dagegen eine Politik des moderaten Protektionismus und eine Handelspolitik, die die Glieder des Britischen Empire begünstigen sollte. In Bezug auf die Außenpolitik gaben die regierenden Konservativen ein uneinheitliches Bild ab und waren in eine pro-französische und eine pro-deutsche Fraktion gespalten. Hauptthema des Wahlkampfes war die Frage des Freihandels, wo Labour und Liberale auf der einen Seite den Konservativen auf der anderen Seite gegenüberstanden. Die Konservativen versuchten, die Argumente der Gegenseite zu entkräften, indem sie versicherten, dass Grundnahrungsmittel von Zöllen ausgenommen sein sollten. Die Konservativen nominierten mehr als 500 Kandidaten, und Labour sowie die Liberalen jeweils etwa 450. In einem großen Teil der Wahlkreise traten drei Kandidaten gegeneinander an. In 50 Wahlkreisen gab es nur einen Kandidaten, davon in 35 nur den der Konservativen Partei. Bei der Wahl kandidierten 39 Frauen, von denen acht gewählt wurden (drei Konservative, drei Liberale, zwei Labour).

Parteiführer
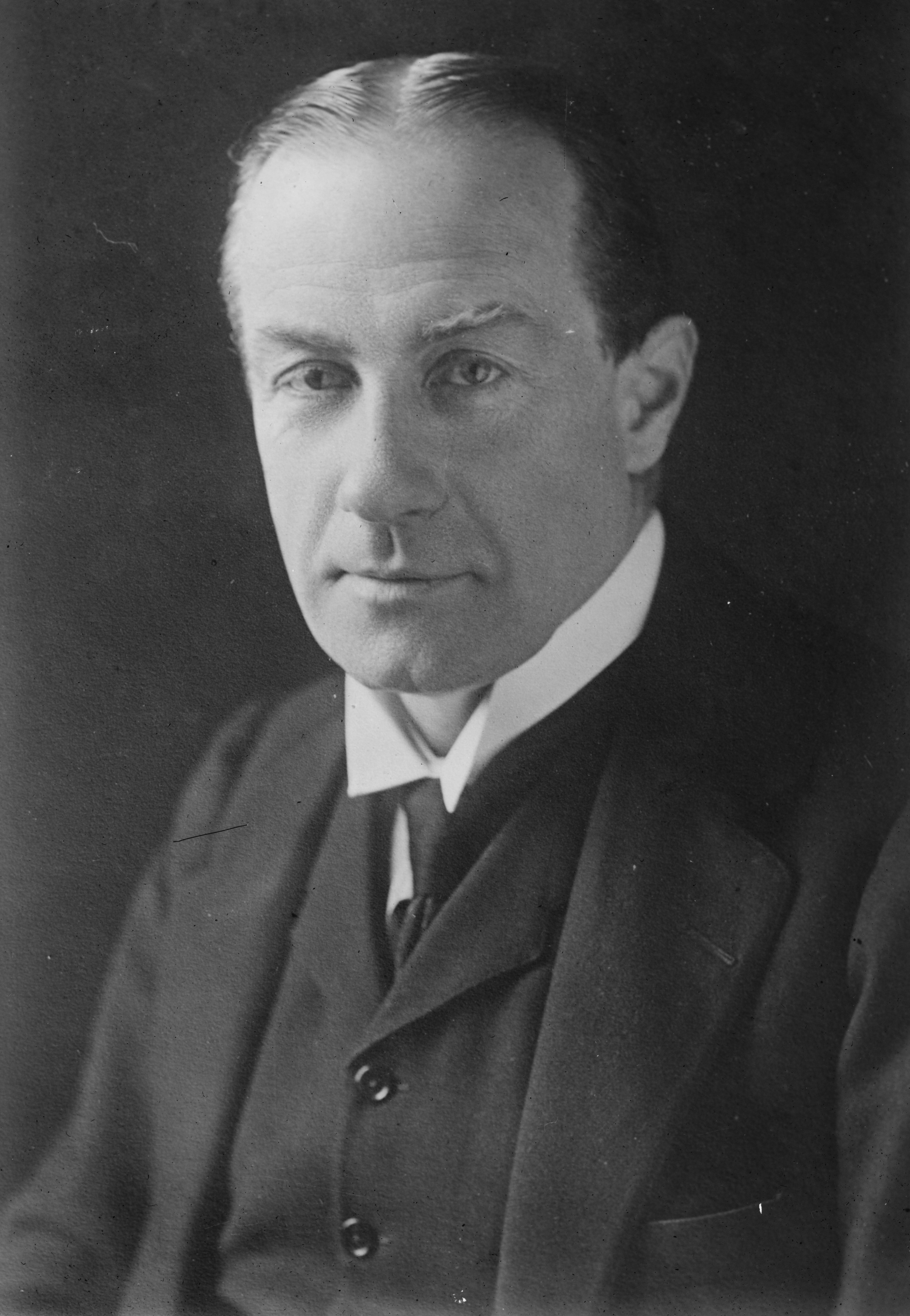
Premierminister Stanley Baldwin (Conservatives)
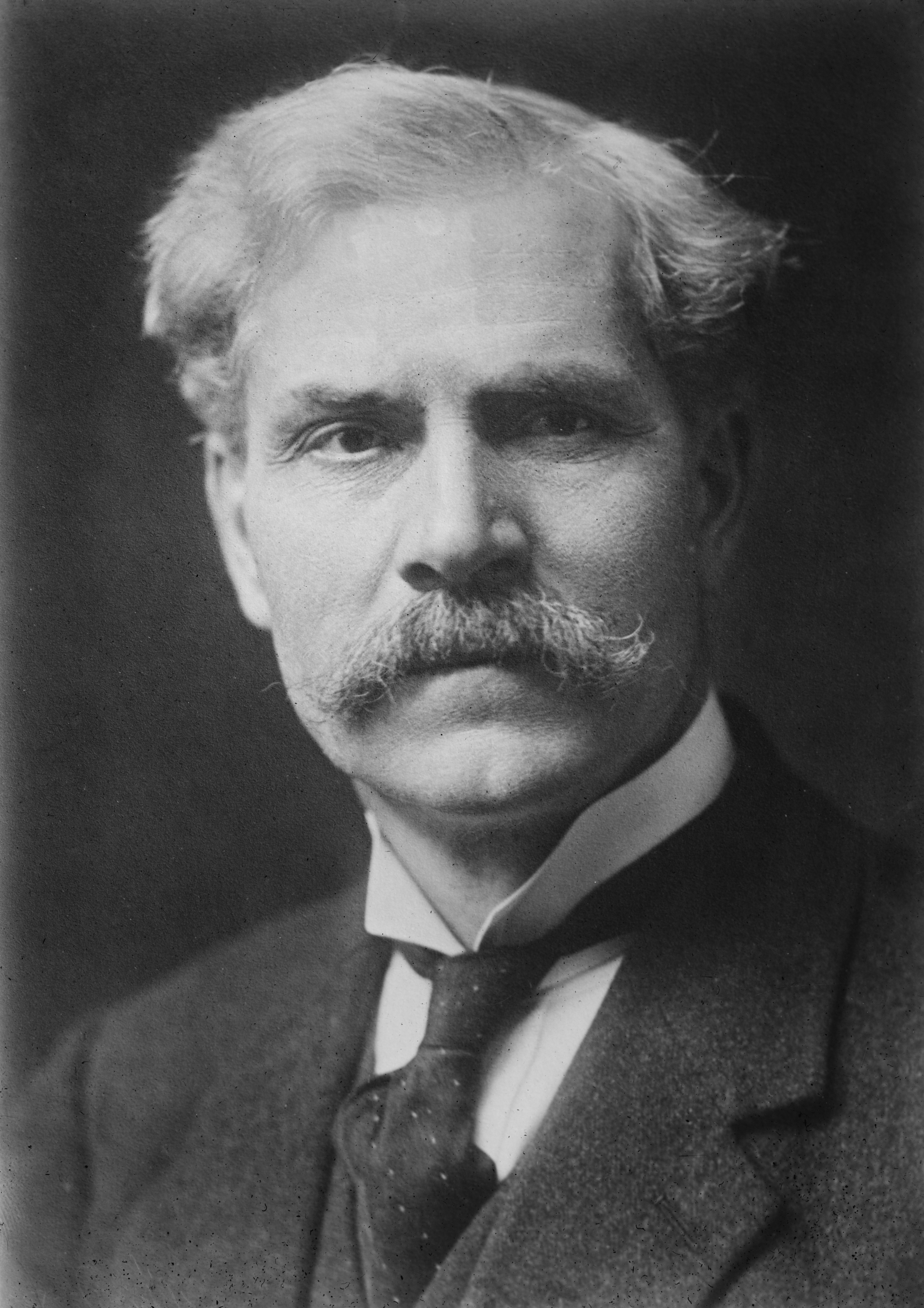
Oppositionsführer Ramsay MacDonald (Labour)
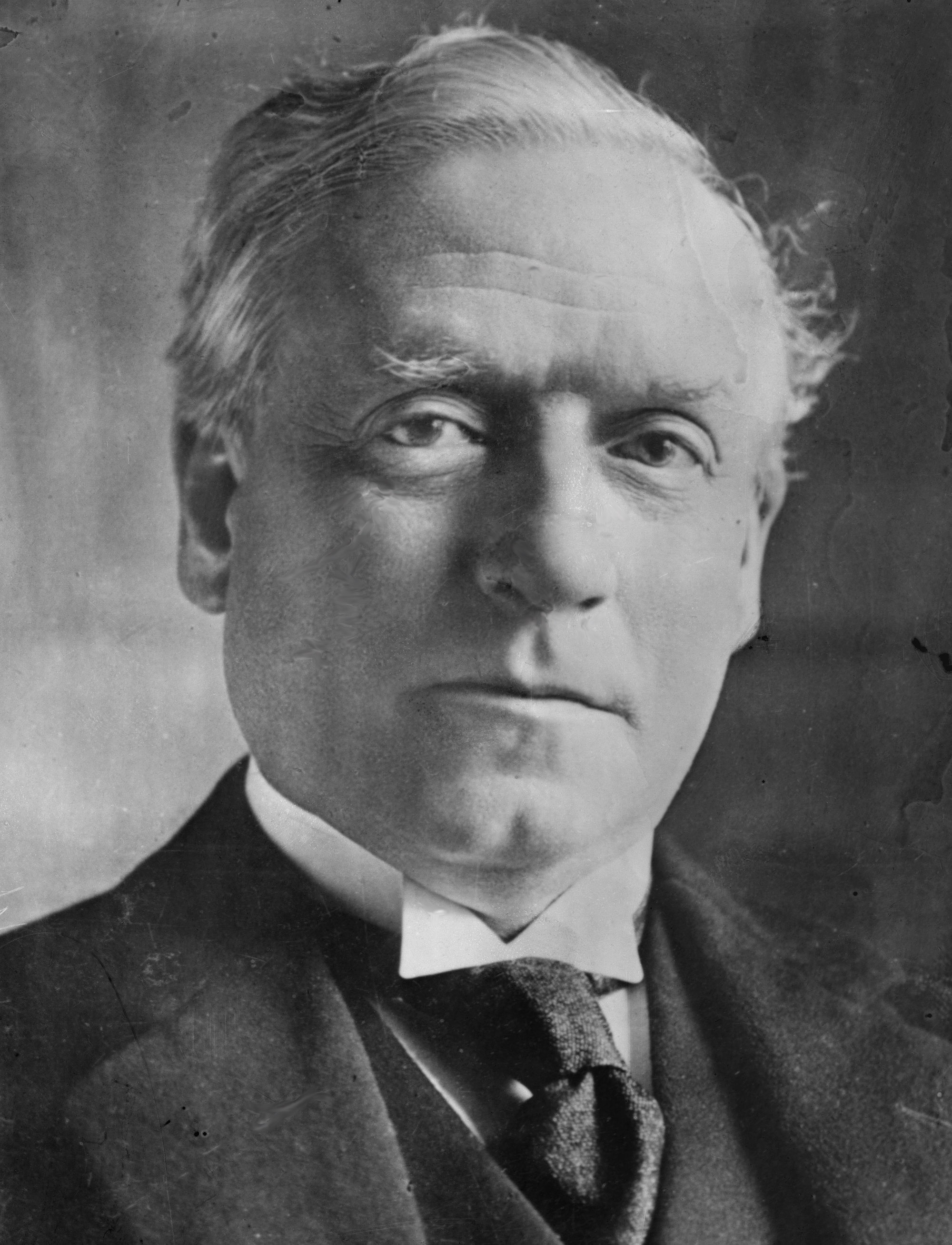
Früherer Premierminister Herbert Asquith (Liberals)

## Wahlsystem
Gewählt wurde in einzelnen Wahlkreisen nach dem relativen Mehrheitswahlsystem. Die letzte Anpassung der Wahlkreisgrenzen hatte 1918 mit dem Representation of the People Act 1918 bzw. 1920/1922 beim Ausscheiden Irlands aus dem Vereinigten Königreich stattgefunden. Eine Sperrklausel gab es nicht. Frauen waren wahlberechtigt, wenn sie mindestens 30 Jahre alt waren und sie oder ihr Ehemann über Besitz verfügten. Männer waren ab einem Alter von 21 Jahren unabhängig von ihren Besitzverhältnissen wahlberechtigt.

## Wahlergebnis
| Partei  | Partei                           | Stimmen    | Stimmen | Stimmen | Sitze  | Sitze |
| Partei  | Partei                           | Anzahl     | %       | +/−     | Anzahl | +/−   |
| ------- | -------------------------------- | ---------- | ------- | ------- | ------ | ----- |
|         | Conservative Party               | 5.286.159  | 38,0    | −0,5    | 258    | −86   |
|         | Labour Party                     | 4.267.831  | 30,7    | +1,0    | 191    | +49   |
|         | Liberal Party                    | 4.129.922  | 29,7    | +10,8   | 158    | +96   |
|         | Nationalist Party (Nordirland)   | 43.835     | 0,3     | Neu     | 2      | ±0    |
|         | Unabhängige                      | 36.802     | 0,3     | −0,5    | 2      | −1    |
|         | Communist Party of Great Britain | 34.258     | 0,2     | ±0,0    | 0      | −1    |
|         | Belfast Labour                   | 22.255     | 0,2     | Neu     | 0      | ±0    |
|         | Unabhängige Labour               | 17.331     | 0,2     | ±0,0    | 0      | −1    |
|         | Unabhängige Liberale             | 16.184     | 0,1     | −0,1    | 1      | ±0    |
|         | Constitutionalist                | 15.500     | 0,1     | ±0,0    | 0      | −1    |
|         | Unabhängige Konservative         | 15.171     | 0,1     | −0,8    | 0      | −3    |
|         | Scottish Prohibition Party       | 12.877     | 0,1     | +0,0    | 1      | ±0    |
|         | Irische Nationalisten            | 10.322     | 0,1     | Neu     | 1      | ±0    |
|         | Christliche Pazifisten           | 570        | 0,0     | Neu     | 1      | +1    |
|         | Gesamt                           | 13.909.017 | 100,0   |         | 615    |       |
| Quelle: |                                  |            |         |         |        |       |

1. ↑  einschließlich der Unionist Party in Schottland (14 Abgeordnete)
2. ↑  einschließlich des Speakers of the House

Ergebnisse nach Wahlkreisen. Die Farben entsprechen weitgehend denen der nebenstehenden Tabelle.

Die relativen Stimmenanteile der großen Parteien veränderten sich im Vergleich zur vorangegangenen Wahl kaum (Liberale und Nationalliberale zusammengezählt). Jedoch kam es zu deutlichen Sitzverschiebungen. Die verhältnismäßig hohe Zahl an Kandidaten pro Wahlkreis und der Umstand, dass drei annähernd gleich starke Parteien gegeneinander antraten, führte zu einer Stimmenzersplitterung. Viele Wahlkreisgewinner gewannen ihren Wahlkreis mit wenig mehr als einem Drittel der Stimmen. Hauptverlierer waren hierbei die Konservativen, während Labour und insbesondere die Liberalen deutliche Sitzgewinne verbuchen konnten. Trotz ähnlich starkem Stimmenanteil blieben die Liberalen, benachteiligt durch das Wahlrecht, in Bezug auf den Sitzanteil hinter Labour zurück. Die nationalliberalen Anhänger von David Lloyd George erlitten eine deutliche Niederlage und verschwanden praktisch von der politischen Bühne. Prominente Nationalliberale wie Alfred Mond, Hilton Young, Hamar Greenwood und Charles McCurdy verloren ihre Parlamentssitze. Auch Winston Churchill verlor in seinen Wahlkreis Dundee gegenüber dem Labour-Kandidaten.

## Nach der Wahl
| In Betracht gezogene Koalitionen oder Tolerierungsbündnisse | Sitze |
| ----------------------------------------------------------- | ----- |
| Sitze gesamt                                                | 615   |
| Absolute Mehrheit (ab 308 Sitzen)                           |       |
| Conservatives, Liberals                                     | 415   |
| Labour, Liberals                                            | 348   |
| Keine Mehrheit (unter 308 Sitzen)                           |       |
| Conservatives                                               | 258   |

Obwohl die Konservativen die absolute Mehrheit im Unterhaus verloren hatten, versuchte Baldwin dennoch weiter zu regieren. Seine Verhandlungen mit der Liberal Party zur Bildung einer Koalition oder Duldung seiner Minderheitsregierung scheiterten. Die traditionelle Abstimmung über die Kings Speech wurde zur Vertrauensabstimmung erklärt. Die Labour Party und die Liberalen, die zusammen eine Mehrheit hatten, stimmte geschlossen für eine Formulierung, die besagte, dass die "derzeitigen Berater Ihrer Majestät nicht das Vertrauen dieses Hauses genießen" und somit der Regierung das Vertrauen entzog. 
Ramsay MacDonald und seine Labour Partei bildete daraufhin eine Minderheitsregierung, was dank der Tolerierung durch die wiedervereinigten Liberalen und der kleineren Parteien sowie zwei der drei Unabhängigen möglich war. Damit wurde zum ersten Mal in der britischen Geschichte ein Labour-Politiker Premierminister. Doch auch diese Regierung scheiterte aufgrund der fehlenden Mehrheit nach wenigen Monaten. So kam es 1924 zur dritten Wahl binnen drei Jahren.